# 吳迥 (明朝)
吳迥，字亦步，歙縣人。明代篆刻家。生卒年不詳。
少年即開始篆刻，通书法，篆刻師法何震，深得其法，幾可亂真。董其昌很稱讚他，說他：“亦步舞象時氣已吞虎，今猶二十許人，試以其印章雜之長卿（何震）印中，不復可辨。”，存世作品有《珍善齋印印》、《曉采居印印》、《求定齋印章》。